# Kot Abdul Malik
Kot Abdul Malik est une ville pakistanaise, située dans le district de Lahore, dans le nord de la province du Pendjab.
Située à proximité de la frontière avec l'Inde, la ville est à seulement quelques kilomètres de la seconde plus grande ville du pays, Lahore. L'autoroute M-2 passe également à proximité.
La population de la ville a été multipliée par près de deux entre 1998 et 2017, passant de 63 525 habitants à 143 434, soit une croissance annuelle moyenne de 4,4 %, très largement supérieure à la moyenne nationale de 2,4 %. En 2023, la population de la ville monte à 162 030 habitants.
|            | 1998 (rec.) | 2017 (rec.) | 2023 (rec.) |
| ---------- | ----------- | ----------- | ----------- |
| Population | 63 525      | 143 434     | 162 030     |